# Honey, Honey
Singles de ABBA
Waterloo
(1974) Hasta Mañana
(1974)
Clip vidéo
[vidéo] « Honey, Honey », sur YouTube
Honey, Honey est une chanson du groupe de pop suédois ABBA extraite de leur deuxième album studio Waterloo, sorti en mars 1974. Elle a été publiée en single en avril 1974. (C'était le deuxième single de l'album. Le premier, la chanson-titre Waterloo, venait tout juste de remporter le Concours Eurovision de la chanson.)

## Classements
| Classement (1974)                      | Meilleure position |
| -------------------------------------- | ------------------ |
| Suisse (Schweizer Hitparade)           | 4                  |
| Allemagne (Media Control AG)           | 2                  |
| Autriche (Ö3 Austria Top 40)           | 4                  |
| Pays-Bas (Single Top 100)              | 17                 |
| Belgique (Flandre Ultratop 50 Singles) | 19                 |
| Classement (2008)                      | Meilleure position |
| Norvège (VG-lista)                     | 16                 |